# Bez-et-Esparon
Bez-et-Esparon ist eine Gemeinde mit 330 Einwohnern (Stand 1. Januar 2022) im französischen Département Gard.

## Geographie
Bez-et-Esparon liegt am Südrand der Cevennen, im Tal des Flusses Arre, einem Nebenfluss des Hérault.

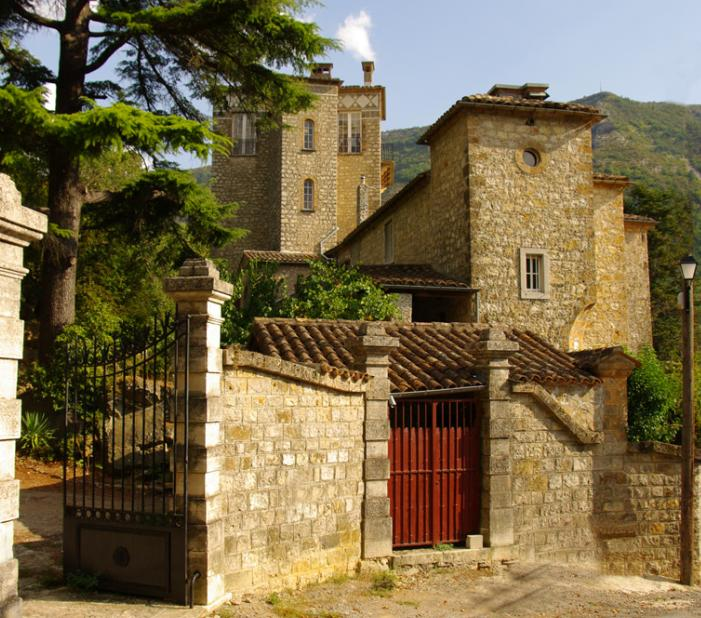
Château de Bez

## Bevölkerungsentwicklung
| Jahr                       | 1962 | 1968 | 1975 | 1982 | 1990 | 1999 | 2008 | 2017 |
| Einwohner                  | 469  | 377  | 344  | 338  | 314  | 301  | 361  | 336  |
| Quellen: Cassini und INSEE |      |      |      |      |      |      |      |      |